# Tulay Hatımoğulları Oruç
Tulay Hatımoğulları Oruç   (Samandağ, 1977) és una economista i política de Turquia. És copresidenta del Partit Popular per la Igualtat i la Democràcia i membre de la Gran Assemblea Nacional de Turquia. Des del 2023, copresideix el Partit per la Igualtat i la Democràcia dels Pobles.

## Biografia
Tulay Hatımoğulları Oruç nasqué el 1977 a Samandag, província de Hatay i estudià economia en la Universitat d'Anadolu.

###### Carrera política
La seua adhesió al socialisme polític es definí durant l'ensenyament secundari. Tulay Hatımoğulları Oruç fou copresidenta del SYKP el 2016. En les eleccions parlamentàries de juny del 2018 l'elegiren membre de la Gran Assemblea Nacional de Turquia per la província de Hatay pel Partit Democràtic del Poble (HDP). El 17 de març del 2021, el fiscal del Tribunal de Cassació Bekir Şahin presentà una demanda davant el Tribunal Constitucional de Turquia i exigí per a ella i altres 686 polítics una prohibició d'activitats polítiques durant cinc anys. En les eleccions parlamentàries de maig del 2023, la reelegiren parlamentària de la Gran Assemblea Nacional de Turquia, aquesta vegada per la província d'Adana. A l'octubre del 2023 el Partit de l'Esquerra Verda (YSP) canvià de nom pel de Partit per la Igualtat i la Democràcia dels Pobles (HEDEP) i ella en fou elegida copresidenta, amb Tuncer Bakirhan.

###### Posicions polítiques
Com a copresidenta de la Comissió de Religió i Fe del Partit Democràtic del Poble (HDP), defensà la protecció dels drets culturals de minories segons el tractat de Lausana de 1923. Al gener del 2020, s'oposà al desplegament de tropes turques a Líbia. Ella opina que el Kurdistan té dret d'existir, la qual cosa al novembre del 2021 provocà una discussió trilateral entre ella, el seu col·lega polític del HDP Garo Paylan i el ministre de Defensa turc, Hulusi Akar, que negà l'existència d'un Kurdistan, ja sigui a Turquia o l'Iraq. Al maig del 2022 s'oposà a la prohibició de diverses actuacions d'artistes kurds.

## Vida personal
Va créixer en una llar àrab i s'identifica com a feminista i alevi.